# Nico de Bree
Nico de Bree (Utrecht, 16 settembre 1944 – 6 maggio 2016) è stato un calciatore olandese, di ruolo portiere.

## Carriera
Inizia a giocare in patria, difendendo per una stagione la porta dell'Elinkwijk e passando nel 1967 al N.E.C.. Nel 1972 si trasferisce quindi in Belgio, venendo ingaggiato dall'RWD Molenbeek: con la squadra di Bruxelles si laurea campione nel 1974-1975 e raggiunge la semifinale di Coppa UEFA nel 1976-1977, dove i belgi sono eliminati dall'Athletic Bilbao. Passa quindi all'Anderlecht, in cui conquista la Coppa delle Coppe 1977-1978 e la successiva Supercoppa UEFA.
Lasciati i bianco-malva, nel 1980 si accasa per una stagione al Winterslag e per due al Beerschot. Torna quindi nei Paesi Bassi, e si ritira nel 1984 dopo aver militato anche nel DS79.

## Palmarès

### Club

#### Competizioni nazionali
- Campionato belga: 1

RWD Molenbeek: 1974-1975

#### Competizioni internazionali
- Coppa delle Coppe: 1

Anderlecht: 1977-1978
- Supercoppa UEFA: 1

Anderlecht: 1978